# ブリトニー・リース
ブリトニー・リース（Brittney Reese、1986年9月9日 - ）は、アメリカ合衆国の女子陸上競技選手、ロンドンオリンピック女子走幅跳金メダリスト。世界選手権は屋外・室内合わせて7回優勝。女子室内走幅跳北米記録保持者。2009、2011-13女子走幅跳世界ランキング1位。

## 人物
リースはカリフォルニア州イングルウッドに生まれた。ミシシッピ州ガルフポートのガルフポート高校を2004年に卒業、高校時代に走幅跳・三段跳の州高校チャンピオンになった。後にミシシッピ・ガルフコースト・コミュニティ・カレッジ (Mississippi Gulf Coast Community College) とミシシッピ大学へ進んだ。コミュニティ・カレッジ時代はバスケットボールチームの選手で、近年殿堂入りを果たした。2011年11月14日、リースはガルフポートの自らの地域のホームレスと宗教団体に、競技を支えてくれた地域への恩返しとして、感謝祭のための七面鳥を100羽寄付した。

## 経歴

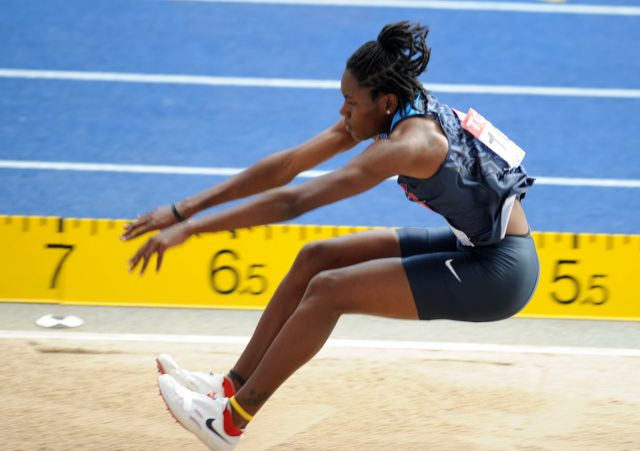
2009年8月世界選手権にて

リースは2007年と2008年のNCAA選手権女子走幅跳で優勝した。2008年7月、ユージーンで行われたオリンピック選考会で6m95の自己ベストをマーク。8月の北京オリンピックは予選で6m87をマークし1位通過したが、決勝は2回目に跳んだ6m76の記録で5位だった(後に4位に繰り上がり)。
2009年5月24日、ブラジル・ベレンの競技会でジャッキー・ジョイナー＝カーシー、マリオン・ジョーンズに次ぐ全米歴代3位となる自己ベスト7m06を記録した。同年8月、リースはドイツ・ベルリンで行われた第12回世界選手権に出場、7m10の記録で前回優勝者のタチアナ・レベデワを下し優勝を飾った。リースは世界選手権女子走幅跳で3番目に若い優勝者となった。8月23日に世界選手権で記録した7m10は2009年女子走幅跳世界ランキング1位となった。
2010年、リースは3月にカタール・ドーハで開かれた世界室内選手権を制した。同年から始まったダイヤモンドリーグはローザンヌ・パリ・チューリッヒの3勝を上げて年間優勝を達成した。
2011年8月、韓国・大邱で開かれた第13回世界選手権は1回目にマークした6m82の記録で大会2連覇を飾った。この時のリースは2回目以降全ての試技がファウルだった。同年のダイヤモンドリーグはローマ・ローザンヌ・モナコ・チューリッヒの4勝を上げて2年連続年間王者に輝いた。同年6月26日に全米選手権で記録した7m19は2011年女子走幅跳世界ランキング1位となった。
2012年3月にトルコのイスタンブールで開かれた世界室内選手権では、世界室内歴代3位・北米新記録となる7m23で制して2連覇を達成した。8月7日、ロンドンオリンピックは予選を6m57の記録で9位通過、翌日の決勝は1回目がファウル、2回目に7m12をマークして首位となり優勝を飾った。アメリカではジャッキー・ジョイナー＝カーシー以来となる女子走幅跳のオリンピック金メダル獲得となった。同年7月1日に全米オリンピック選考会でリースが記録した7m15は2012年女子走幅跳世界ランキング1位となった。
2013年8月、ロシア・モスクワで開かれた第14回世界選手権では、予選を6m57の記録で最下位の12位通過となった。決勝は2回目に7m01をマークし、ナイジェリアのブレッシング・オカグバレを2cm抑えて優勝し、女子走幅跳初となる大会3連覇を達成した。

## 主な戦績
| 年   | 大会               | 開催地             | 種目     | 順位   | 記録        |
| ---- | ------------------ | ------------------ | -------- | ------ | ----------- |
| 2007 | 世界選手権         | 大阪               | 8位      | 走幅跳 | 6m60 (-1.5) |
| 2008 | オリンピック       | 北京               | 4位      | 走幅跳 | 6m76 (+0.4) |
| 2009 | 世界選手権         | ベルリン           | 1位      | 走幅跳 | 7m10 (+1.0) |
| 2010 | 世界室内選手権     | ドーハ             | 1位      | 走幅跳 | 6m70        |
| 2010 | ダイヤモンドリーグ | ダイヤモンドリーグ | 年間優勝 | 走幅跳 | 18pt        |
| 2011 | 世界選手権         | 大邱               | 1位      | 走幅跳 | 6m82 (+0.1) |
| 2011 | ダイヤモンドリーグ | ダイヤモンドリーグ | 年間優勝 | 走幅跳 | 23pt        |
| 2012 | 世界室内選手権     | イスタンブール     | 1位      | 走幅跳 | 7m23        |
| 2012 | オリンピック       | ロンドン           | 1位      | 走幅跳 | 7m12 (+0.8) |
| 2013 | 世界選手権         | モスクワ           | 1位      | 走幅跳 | 7m01 (+0.2) |
| 2015 | 世界選手権         | 北京               | 予選     | 走幅跳 | 6m39 (+1.1) |
| 2016 | 世界室内選手権     | ポートランド       | 1位      | 走幅跳 | 7m22        |
| 2016 | オリンピック       | リオデジャネイロ   | 2位      | 走幅跳 | 7m15 (+0.6) |
| 2017 | 世界選手権         | ロンドン           | 1位      | 走幅跳 | 7m02 (+0.1) |
| 2018 | 世界室内選手権     | バーミンガム       | 2位      | 走幅跳 | 6m89        |
| 2019 | 世界選手権         | ドーハ             | 予選     | 走幅跳 | 6m52 (+0.6) |

## 自己記録
| 種目            | 記録         | 場所             | 日付                      | 備考     |
| --------------- | ------------ | ---------------- | ------------------------- | -------- |
| 走幅跳 （屋外） | 7m25 (+1.6)  | ドーハ           | 2013年5月10日             |          |
| 走幅跳 （室内） | 7m23         | イスタンブール   | 2012年3月11日             | 北米記録 |
| 100m （屋外）   | 11.66 (-0.3) | ウベルランジア   | 2009年5月20日             |          |
| 60m （室内）    | 7.24         | サスカトゥーン   | 2011年2月4日 2012年2月3日 |          |
| 走高跳 （室内） | 1m88         | フェイエットビル | 2008年3月2日              |          |

## 参考資料
- “The Beast is Hunting Olympic Gold”. Sports Illustrated.com. (2012年1月10日)

- “Pistorius Advances to 400 Semifinals at Worlds”. The New York Times. (2011年8月28日)